# Mohamed Dahmane
Mohamed Dahmane (en arabe : محمد دحمان), né le 9 avril 1982 à Maubeuge (Nord-Pas-de-Calais, France), est un joueur de football franco algérien, évoluant au poste d'attaquant.

## Carrière
Après sa formation au Lens et des succès à Poitiers notamment, l'algérien, emmené dans ses bagages aux Francs Borains (division 3 belge) par Jean-Marc Varnier, trouve rapidement ses marques à Vedette (stade du Francs Borains), se rappelant à 18 reprises au bon souvenir des derniers remparts adverses en à peine 14 confrontations. 
Après la saga qui a entouré son transfert (les Borains ont tout tenté pour le garder), il apporte une contribution importante à la promotion des « Dragons » (RAEC Mons) de la D2 à la D1, inscrivant ainsi 11 buts en 13 matches et offrant 7 passes décisives à ses camarades de jeu. Il est élu meilleur joueur de la saison par les supporters du club
Parfois décrié pour son caractère de gagneur, Mohamed quitte le RAEC Mons en juin 2007 en finissant meilleur buteur du club et une nouvelle fois joueur de l'année pour rejoindre le KRC Genk.
Le succès attendu au KRC Genk n'est malheureusement pas au rendez-vous pour une mésentente avec l'entraineur en place Hugo Broos et c'est ainsi que lors du mercato de janvier 2008, Mohamed Dahmane se lie de nouveau avec le RAEC Mons pour une période de 3,5 ans.
Il signera un retour gagnant en sauvant le Raec Mons de la relégation tout en finissant meilleur buteur du club et joueur montois de l'année.
Fin janvier 2009, Dahmane se lie au FC Bruges pour deux saisons.
Après une demi-saison réussie où Bruges finit troisième au classement général, il voit l'arrivée d'un nouvel entraineur, Adrie Koster qui ne tarde pas à amener dans ses bagages de nouveaux joueurs à qui il offrira plus de chances de s'illustrer.
Fin Aout 2010, en finissant meilleur buteur de la préparation à Bruge, Dahmane reçoit une offre de Turquie, c'est ainsi qu'il quitte le Fc Bruges pour le club de Bucaspor (superlig) situé dans la ville d'Izmir.
Après un début de saison réussie, il est confronté comme tous les joueurs de son équipe à des problèmes de paiement qui couteront au club de Bucaspor le départ précipité du joueur en janvier 2011 vers le Club de l'AS Eupen pour un retour en Jupiler League (D1 belge).
En Aout 2011, Dahmane réalise un de ces rêves, celui de jouer dans son pays d'origine, l'Algérie, c'est ainsi qu'il rejoint un des clubs prestigieux du pays le Cs Constantine pour une saison.
Après une saison compliquée, Dahmane refuse de prolonger son contrat au Cs Constantine de deux saisons.
Il décide de rejoindre en août 2012 son ancien club turc de Bucaspor pour arranger à l'amiable les préjudices vécus lors de la saison 2010-2011.
Auteur d'un bon premier tour, le club vit une seconde crise financière qui pousseront une nouvelle fois le joueur à partir en fin de saison.
En août 2013, il retourne en Algérie au Cs Constantine puis rejoindra en cours de saison le Cr Belouizdad.
En juin 2015 il décide pour des raisons familiales de rejoindre le club amateur belge de Pâturages pour y passer une saison en y marquant 14 buts.
En juin 2016, il rejoint le club de l'UR La Louvière Centre évoluant en D2 amateurs belge (D4).
En juillet 2017, il prolonge à l'UR La Louvière Centre et souhaite s'y installer à long terme à la fin de sa carrière. En janvier 2018, il est nommé joueur-manager général du club, en octobre 2019 le club est revendu à des investisseurs français qui nomme Mohamed Dahmane President-joueur du club.  
Contre toute attente, Mohamed Dahmane quitte La Louvière centre en juin 2020 après 4 saisons pour rejoindre l’Olympic de Charleroi (D3) en qualité de joueur-directeur sportif.
Face au Coronavirus, la saison 2020/2021 est stoppée mais l’Olympic Charleroi fera une belle épopée et atteindra les 1/4 de finale de la coupe de Belgique 🇧🇪 
Au terme de la saison 2020/2021, Mohamed Dahmane prolonge son contrat avec les dogues pour la saison 2021/2022.

## Statistiques
| Saison         | Club           | Division | Matches | Buts |
| -------------- | -------------- | -------- | ------- | ---- |
| 2005-2006      | RAEC Mons      | II       | 13      | 10   |
| 2006-2007      | RAEC Mons      | I        | 32      | 10   |
| 2007-2008      | KRC Genk       | I        | 11      | 1    |
| 2007-2008      | RAEC Mons      | I        | 12      | 5    |
| 2008-2009      | RAEC Mons      | I        | 17      | 7    |
| 2008-2009      | FC Bruges      | I        | 13      | 2    |
| 2009-2010      | FC Bruges      | I        | 15      | 2    |
| 2010-jan. 2011 | Bucaspor       | I        | 6       | 4    |
| 2011-2011      | AS Eupen       | I        | 5       | 0    |
| 2011           | CS Constantine | I        | 18      | 5    |
| 2013           | CS Constantine | I        |         |      |

## Palmarès
Seniors : 
- Champion de France des Régions et convocation en équipe de France amateur lors de la saison 2003-2004.
- Champion de Belgique de Division 2 en 2005-2006 avec le RAEC Mons.
- Élu meilleur joueur de l'année à Mons durant la saison 2005/2006.
- Élu meilleur joueur et meilleur buteur du raec Mons durant la saison 2006/2007.
- Meilleur buteur de Division 3 Belge en 2005.
- Champion 2nd nationale belge (D4) saison 2019/2020
- Décoration mérite sportif de la ville de la louviere (2020).
- Deuxième meilleur buteur (17buts/0 penalty) de la 2nde nationale belge.
- Trophée Pappaert saison 2019/2020